# Hyperbaenus bohlsii
Hyperbaenus bohlsii is een rechtvleugelig insect uit de familie Gryllacrididae. De wetenschappelijke naam van deze soort is voor het eerst geldig gepubliceerd in 1895 door Giglio-Tos.